# 西奇夫卡 (馬林區)
50°45′14″N 28°52′15″E / 50.75389°N 28.87083°E
西奇夫卡（烏克蘭語：Сичівка），是烏克蘭北部的村莊，隸屬日托米爾州的科羅斯滕區。該村始建於1890年，面積1.02平方公里，海拔高度178米，2001年人口132，人口密度每平方公里129.29人。